# Konserwacja i restauracja zabytków

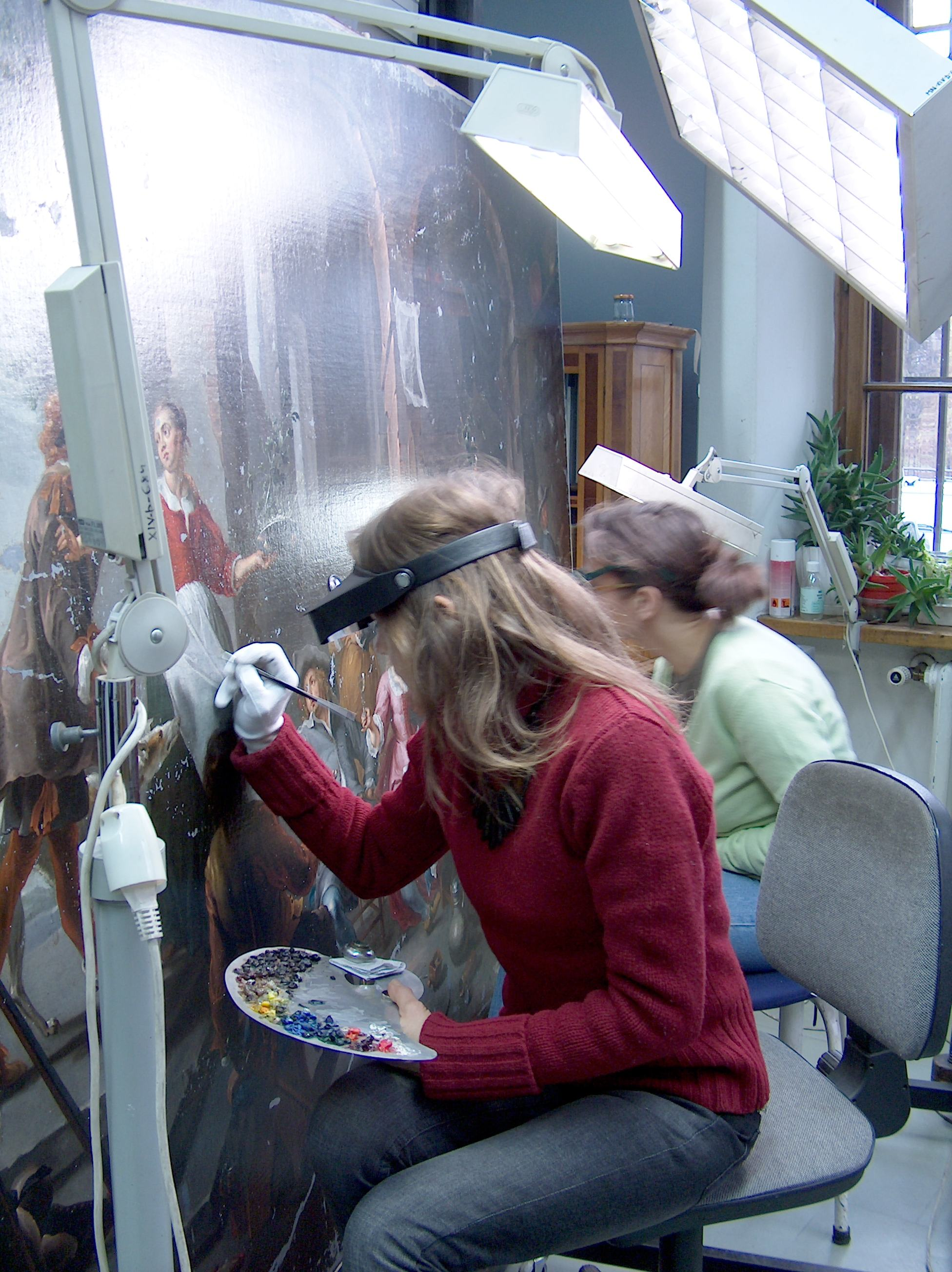
Konserwacja zabytków w pracowni Muzeum Narodowego w Warszawie

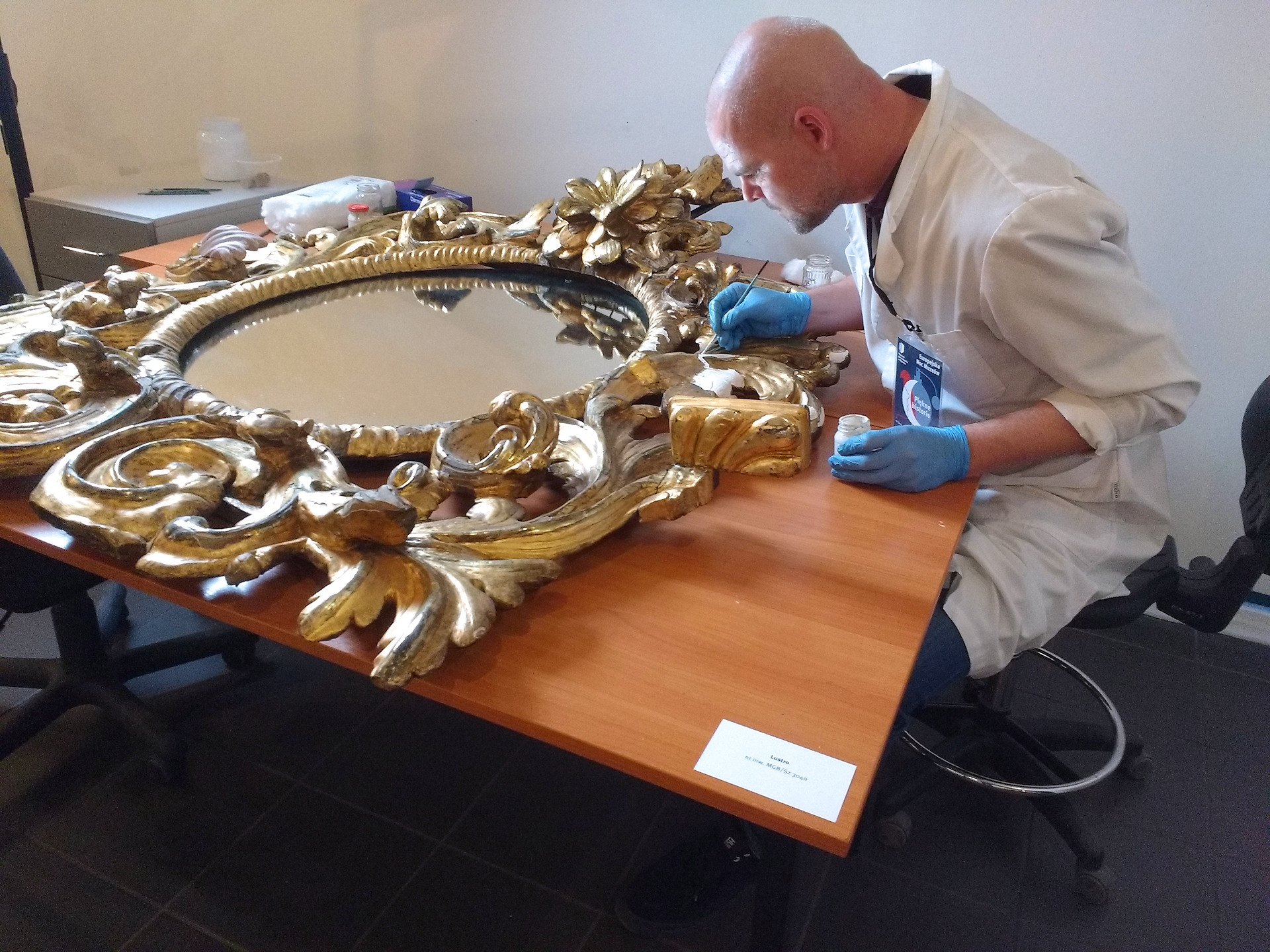
Konserwacja zabytkowego lustra w Muzeum Górnośląskim

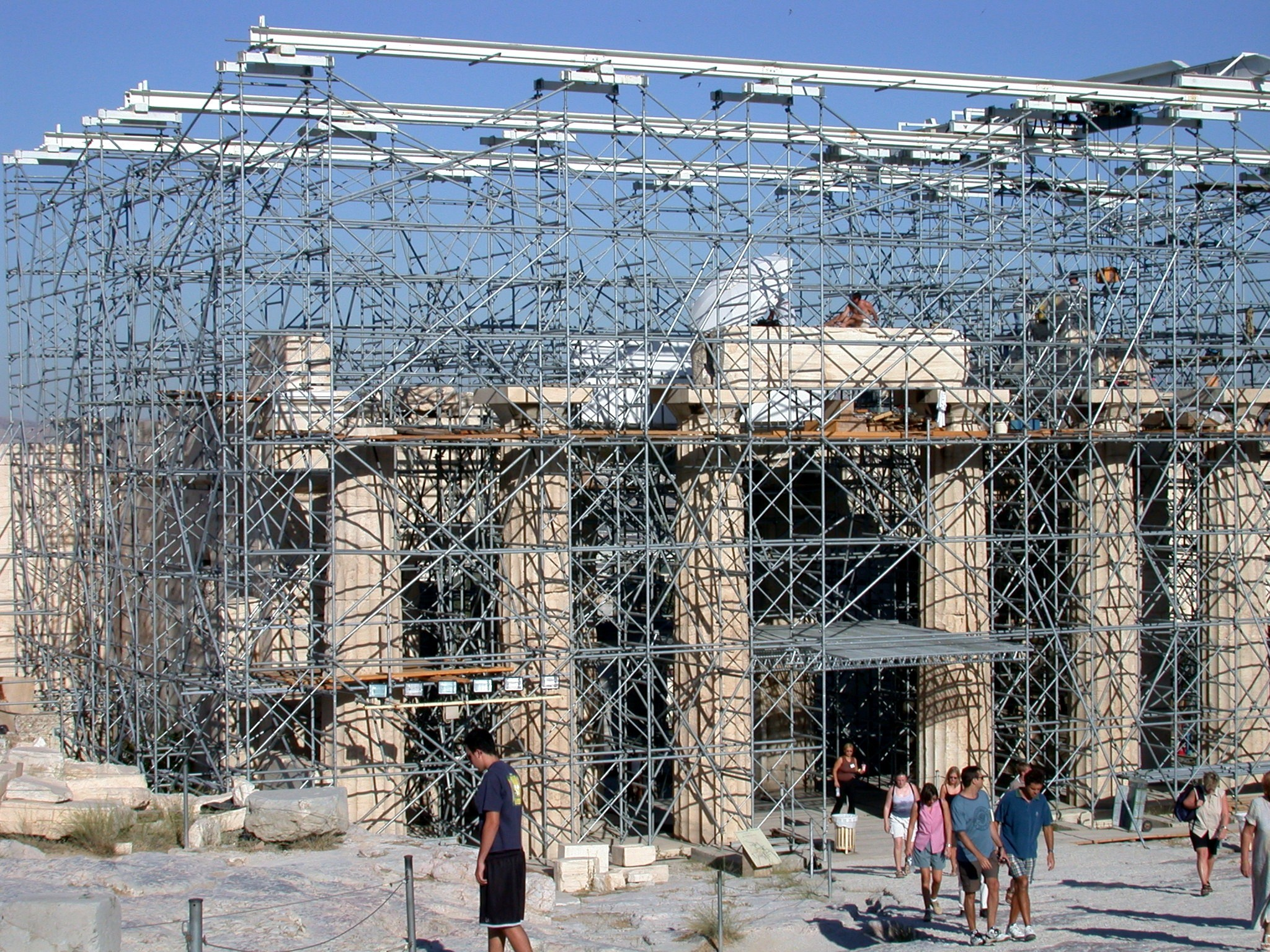
Prace konserwatorskie na Akropolu ateńskim

Konserwacja i restauracja zabytków – zespół działań z obszaru ochrony zabytków mających na celu zabezpieczenie i utrwalenie substancji zabytku, zatrzymanie bądź spowolnienie procesów degradacji oraz prawidłowe udokumentowanie prowadzonych prac, ich przyczyn oraz skutków (konserwacja), a także, w razie potrzeby, wyeksponowanie wartości artystycznych i estetycznych oraz przywrócenie jego wcześniejszej (niekoniecznie „pierwotnej”) formy (restauracja).
Przedmiotem tych działań, zgodnie z polskim prawodawstwem, są zabytki rozumiane jako nieruchomości lub obiekty ruchome będące dziełem człowieka lub związane z jego działalnością i stanowiące świadectwo minionych czasów, warte zachowania ze względu na wartości historyczne, artystyczne lub naukowe. W ustawodawczych próbach definiowania i kategoryzacji badacze wskazują wady powodujące pomijanie pewnych grup zabytków lub niebezpieczeństwo uświadomienia ich wartości dopiero w przyszłości. Badacze podkreślają również różne pojmowanie terminu „zabytek”, a także istnienie pokrewnych pojęć określających wytwory człowieka mogące podlegać ochronie, konserwacji i restauracji: „dzieła sztuki”, „dobra kultury” oraz „dziedzictwa kultury”. W związku z tym granice między tymi pojęciami są płynne, a ich zakresy znaczeniowe często nachodzą na siebie.
Konserwacją i restauracją zabytków zajmują się dwie dziedziny naukowe. 
Pierwszą z nich jest konserwacja i restauracja dzieł sztuki, która po ograniczeniu liczby dyscyplin naukowych w 2018 r., razem ze sztukami plastycznymi tworzy dyscyplinę „sztuki plastyczne i konserwacja dzieł sztuki”, należącą do dziedziny sztuki. Poddawane konserwacji dzieła sztuki najczęściej są również zabytkami, jednak nie zawsze nimi muszą być, jak ma to miejsce w przypadku konserwacji sztuki współczesnej. Równocześnie, konserwatorzy-restauratorzy dzieł sztuki w praktyce zajmują się również zabytkami pozbawionymi wartości artystycznych. 
Druga dyscyplina została wprowadzona w roku 2022 pod nazwą „ochrona dziedzictwa i konserwacja zabytków” i należy do dziedziny nauk inżynieryjno-technicznych. 
Do dziedzin zajmujących się pokrewnymi tematami zaliczyć można ochronę dóbr kultury, wliczaną do nauk o sztuce, a także historię sztuki, archeologię i muzealnictwo. Czasem wyróżnia się również termin „konserwatorstwo”, jako określenie dziedziny zajmującej się zagadnieniami rozpoznawania i badania zabytków, projektowaniem procesu konserwatorskiego na podstawie wyników tych badań oraz kierowaniem zespołem konserwatorskim. Najczęściej jednak działania te włączane są do dziedziny konserwacji i restauracji dzieł sztuki pod nazwą „projektowania konserwatorskiego”.  
W Polsce działania z zakresu konserwacji i restauracji zabytków regulowane są ustawą o ochronie zabytków i opiece nad zabytkami z dnia 23 lipca 2003 r. Kontrolę przestrzegania i stosowania przepisów dotyczących ochrony zabytków oraz nadzór nad pracami przy zabytkach wpisanych do rejestru oraz ewidencji zabytków dla danego województwa prowadzi wojewódzki konserwator zabytków lub działający z jego upoważnienia pracownicy wojewódzkiego urzędu ochrony zabytków. Nadzór nad działalnością wojewódzkich konserwatorów zabytków sprawuje Generalny Konserwator Zabytków. 
Pracami konserwatorskimi i restauratorskimi przy obiektach wpisanych do rejestru zabytków kierować mogą wyłącznie absolwenci studiów drugiego stopnia lub jednolitych studiów magisterskich w zakresie konserwacji i restauracji dzieł sztuki lub konserwacji zabytków, którzy przez co najmniej 9 miesięcy brali udział w pracach konserwatorskich, pracach restauratorskich lub badaniach konserwatorskich, prowadzonych przy zabytkach wpisanych do rejestru, inwentarza muzeum będącego instytucją kultury lub zaliczanych do innych kategorii określonych w art. 14a ust. 2 ustawy.
Dziedzina konserwacji i restauracji zabytków posługuje się szerokim wachlarzem zabiegów, z których najczęściej stosowane są: konserwacja (rozumiana jako jeden z zabiegów konserwatorskich), restauracja, rekonstrukcja, adaptacja, odbudowa, anastyloza, rewaloryzacja i rewitalizacja.

## Konserwacja zabytków
Konserwacja zabytków kieruje się dwoma fundamentalnymi zasadami: zasadą minimalnej interwencji polegająca na zastosowaniu jak najskromniejszych środków, które mają wpływ na istniejącą tkankę zabytkową, zasadą odwracalności interwencji polegająca na tym, że zawsze winna istnieć możliwość zlikwidowania skutków zabiegu konserwatorskiego, gdyby zaistniała potrzeba powrotu do stanu sprzed interwencji.
W tym znaczeniu konserwacja zabytków polega na działaniu, którego celem jest zapewnienie zabytkowej tkance dzieł sztuki (obrazów, rzeźb, wyrobów rzemiosła, a także obiektów architektonicznych, całych zespołów urbanistycznych, zabytkowych parków, stanowisk archeologicznych itp.) możliwości jak najdłuższego istnienia w niezmienionym stanie.
Konserwację taką przeprowadza się po dokładnym zinwentaryzowaniu obiektu, przeprowadzeniu badań archiwalnych, historycznych i techniczno-naukowych mających na celu ustalenie stanu dzieła, wieku i wartości zabytkowej poszczególnych elementów obiektu, zakresu prac, określenia, niezbędnych dla osiągnięcia celu projektu, zabiegów konserwatorskich.
Badania pozwalające na wykonanie restauracji, a nawet rekonstrukcji brakujących elementów przy jednoczesnym usunięciu późniejszych, czasem mniej wartościowych, naleciałości mogą stanowić istotną część interwencji konserwatorskiej.
Podstawowym celem konserwacji jest jak najskuteczniejsze zwolnienie procesu degradacji oryginalnych elementów zabytku.
Konserwacja w większości przypadków polega na: 
- zabiegach chemicznych, m.in. przywracających równowagę kwasową obiektu, usuwających szkodliwe mikroorganizmy, przywracających pierwotny wygląd zabytku i wzmacniających jego strukturę.
- działaniach fizycznych, m.in. usuwających mikroorganizmy (np. promieniami rentgena), wzmacniających strukturę obiektu (np. nasycanie roztworami żywic), osuszających lub nawilżających obiekt.

Konserwacja ma zawsze charakter zachowawczy, bez uzupełniania brakujących fragmentów zabytku. W przypadku konieczności uzupełnienia brakującej tkanki zabytkowej, zabieg konserwatorski poszerza się o rekonstrukcje, a całość interwencji nabiera charakteru restauracji obiektu.
W zabiegach restauratorskich dopuszcza się rekonstrukcje – pod warunkiem, iż po interwencji istnieje możliwość stosunkowo łatwej identyfikacji elementów dodanych do zabytkowej tkanki. W wielu przypadkach konserwacja zabytków zaleca uzupełnianie brakującej tkanki zabytkowej współczesną formą zharmonizowaną z charakterem zabytku w wymiarze estetycznym i materiałowym.

## Restauracja zabytków

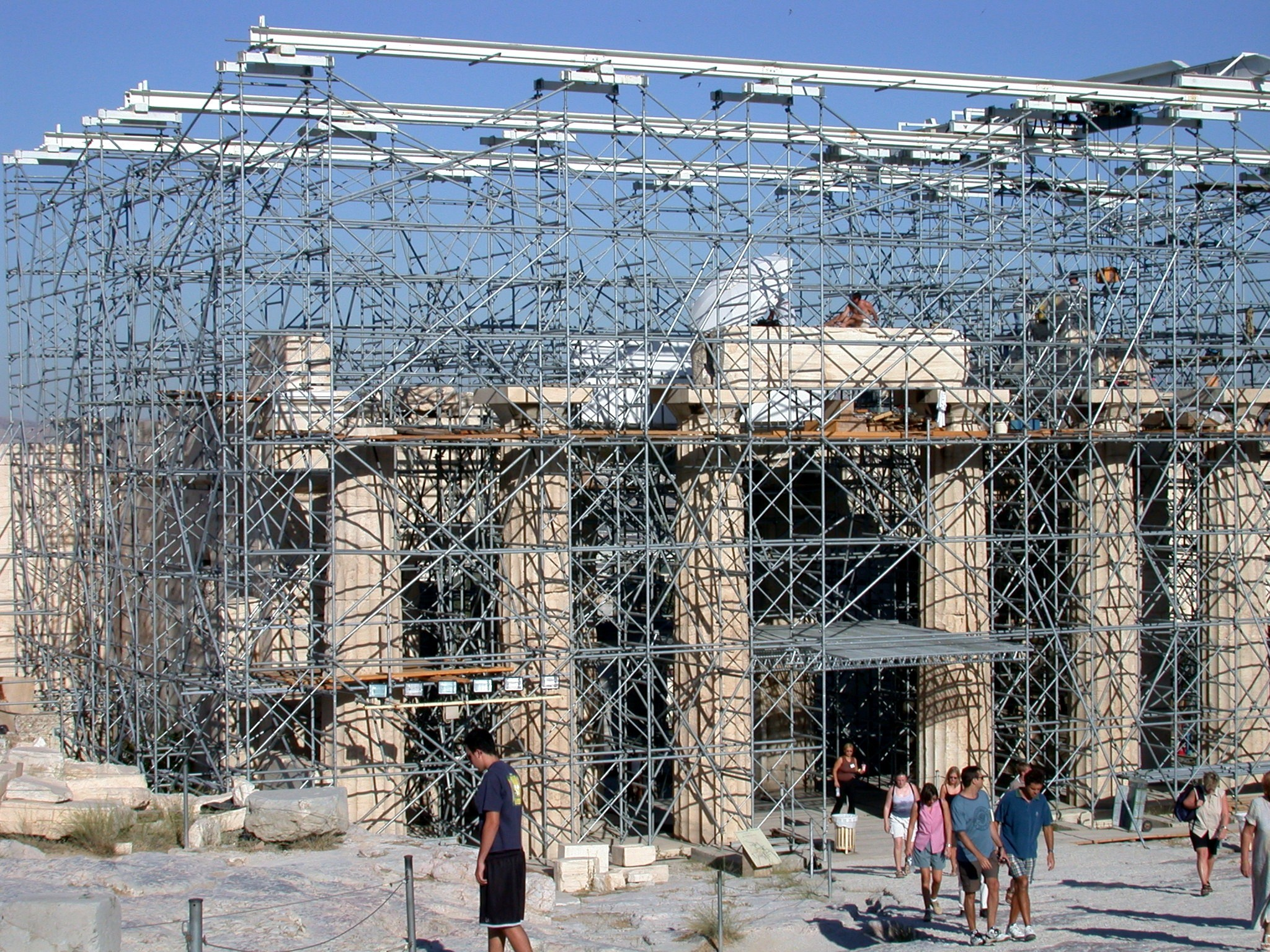
Restauracja Akropolu ateńskiego (2002)

Restauracja – zespół działań zmierzających do przywrócenia uszkodzonej lub zmienionej budowli jej dawniejszej formy architektonicznej, wartości artystycznej i użytkowej; prace restauratorskie przeprowadzane są na podstawie zachowanych materiałów archiwalnych w postaci planów, zdjęć itp. z użyciem oryginalnych detali i zachowaniem ocalałych fragmentów budowli.

### Obiekty poddane restauracji (w Polsce)

#### Kraków
- dziedziniec wawelski, któremu przywrócono renesansowy wygląd wraz z arkadowymi krużgankami, które zostały zamurowane podczas zaborów[18]

#### Poznań
- katedra poznańska, której przywrócono gotycką bryłę z zachowaniem renesansowych fragmentów po zniszczeniach wojennych[potrzebny przypis]

#### Zamość
- attyka i babiniec w Synagodze na podstawie reliktów (1967-1972)[19]
- attyka na Ratuszu (1937-1939)[20]
- attyka oraz skarpa w narożnej kamienicy przy ul. Kolegiackiej (1978)[21]
- attyka w kamienicy „Pod Madonną”, Rynek Wielki nr 22, na podstawie fotografii z XIX w. (1979)[potrzebny przypis][22]
- attyka w kamienicy Rynek Wielki nr 28, na podstawie akwareli z 1853 r. (1979)[potrzebny przypis]
- attyka w kamienicy Rynek Wielki nr 30, na podstawie akwareli z 1853 r. (1979)[potrzebny przypis]
- attyka w kamienicy Rynek Wielki nr 24 (1979)[potrzebny przypis]
- attyka w kamienicy Rynek Wielki nr 26 (1979)[potrzebny przypis]
- szczyt Katedry Zmartwychwstania Pańskiego i św. Tomasza Apostoła w Zamościu[potrzebny przypis]

#### Łowicz
- Nowy Rynek[potrzebny przypis]